# Tinolius zingha
Tinolius zingha là một loài bướm đêm trong họ Erebidae.